# Mormodes aurea
Mormodes aurea är en orkidéart som beskrevs av Lou Christian Menezes och Tadaiesky. Mormodes aurea ingår i släktet Mormodes och familjen orkidéer. Inga underarter finns listade i Catalogue of Life.